# Allemagne au Concours Eurovision de la chanson 1982
L'Allemagne a participé au Concours Eurovision de la chanson 1982 à Harrogate, au Royaume-Uni. C'est la 27e participation et la 1re victoire de l'Allemagne à l'Eurovision.
Le pays est représenté par la chanteuse Nicole et la chanson Ein bißchen Frieden, sélectionnées lors d'une finale nationale organisée par la Bayerischer Rundfunk.

## Sélection

### Ein Lied für Harrogate
La Bayerischer Rundfunk (BR) sélectionne l'artiste et la chanson qui représenteront l'Allemagne au Concours Eurovision de la chanson 1982 au moyen de la finale nationale Ein Lied für Harrogate (« Une chanson pour Harrogate »).
La finale nationale, présentée par Carolin Reiber, a eu lieu le 20 mars 1982 à Munich.
Les chansons sont toutes interprétées en allemand, langue nationale de l'Allemagne. Parmi les participants à cette sélection nationale on peut noter Séverine, chanteuse française qui a déjà participé à l'Eurovision, et en la remportant, pour Monaco en 1971, et Paola qui a représenté la Suisse en 1969 et 1980.

#### Finale
| Ordre | Artiste                            | Chanson                      | Traduction                  | Points | Place |
| ----- | ---------------------------------- | ---------------------------- | --------------------------- | ------ | ----- |
| 1     | Gottlieb Wendehals                 | Der Ohrwurm                  | La rengaine                 | 2 029  | 11    |
| 2     | Séverine                           | Ich glaub' an meine Träume   | Je crois en mes rêves       | 2 717  | 10    |
| 3     | Jennifer Kemp                      | Wie Phönix aus der Asche     | Comme un phénix des cendres | 1 965  | 12    |
| 4     | Mel Jersey                         | Schenk' mir eine Nacht       | Donne-moi une nuit          | 3 227  | 7     |
| 5     | Gaby Baginsky                      | So wie du bist               | Comme tu es                 | 2 802  | 9     |
| 6     | Marianne Rosenberg                 | Blue-Jeans-Kinder            | Enfants blue-jeans          | 2 862  | 8     |
| 7     | Mary Roos et David Hanselmann (de) | Lady                         | Dame                        | 3 358  | 6     |
| 8     | Paola                              | Peter Pan                    | -                           | 4 318  | 2     |
| 9     | Denise                             | Die Nacht der Lüge           | La nuit du mensonge         | 3 799  | 4     |
| 10    | Hannes Schöner                     | Nun sag' schon Adieu         | Dis adieu maintenant        | 3 914  | 3     |
| 11    | Jürgen Marcus                      | Ich würde gerne bei dir sein | J'aimerais être avec toi    | 3 439  | 5     |
| 12    | Nicole                             | Ein bißchen Frieden          | Un peu de paix              | 5 116  | 1     |

## À l'Eurovision

### Points attribués par l'Allemagne
| 12 points | Israël      |
| 10 points | Norvège     |
| 8 points  | Luxembourg  |
| 7 points  | Espagne     |
| 6 points  | Chypre      |
| 5 points  | Pays-Bas    |
| 4 points  | Belgique    |
| 3 points  | Irlande     |
| 2 points  | Suède       |
| 1 point   | Royaume-Uni |

### Points attribués à l'Allemagne
| 12 points                                                                                    | 10 points                       | 8 points              | 7 points | 6 points   |
| -------------------------------------------------------------------------------------------- | ------------------------------- | --------------------- | -------- | ---------- |
| - Chypre - Danemark - Espagne - Irlande - Israël - Portugal - Suisse - Turquie - Yougoslavie | - Belgique - Finlande - Norvège | - Royaume-Uni - Suède |          | - Pays-Bas |
| 5 points                                                                                     | 4 points                        | 3 points              | 2 points | 1 point    |
|                                                                                              |                                 |                       |          | - Autriche |

Nicole interprète Ein bißchen Frieden en 18e et dernière position, après l'Irlande. Au terme du vote final, l'Allemagne termine 1re sur 18 pays avec 161 points.